# بابی بلاتزر
بابی بلاتزر (انگلیسی: Bobby Blotzer؛ زادهٔ ۲۲ اکتبر ۱۹۵۸) موسیقی‌دان اهل ایالات متحده آمریکا است.